# Procès Remer
Pour les articles homonymes, voir Remer.
Le procès Remer est un procès instruit en mars 1952 par la troisième chambre criminelle du tribunal du Land de Basse-Saxe, à Brunswick (Allemagne de l'Ouest), à l'encontre de l'ancien Generalmajor Otto-Ernst Remer, accusé de diffamation et d'insulte envers la mémoire des défunts (Verunglimpfung des Andenkens Verstorbener). Ce procès a suscité beaucoup d'intérêt en Allemagne de l'Ouest, notamment en raison de la réhabilitation par la justice allemande des membres du complot du 20 juillet 1944 contre Adolf Hitler. La demande de pension de veuve de guerre, faite par Nina von Stauffenberg, veuve de Claus von Stauffenberg, un des meneurs du complot, avait ainsi été rejetée par l'État allemand jusqu'à ce procès. À l'issue du procès, Remer est condamné à trois mois de prison et s'enfuit à l'étranger pour éviter sa peine.

## Historique
Otto-Ernst Remer est un officier de la Wehrmacht durant la Seconde Guerre mondiale. En juillet 1944, il commande en tant que major le bataillon de la garde de Berlin, ville sous le commandement global de Paul von Hase. Au moment du déclenchement du complot du 20 juillet 1944, Hase, qui fait partie des conjurés, ordonne à Remer de boucler le quartier du gouvernement, et d'arrêter Joseph Goebbels, lui faisant croire à une conspiration de la part des SS. Suspicieux, Remer laisse Goebbels donner un coup de téléphone ; il lui passe alors Adolf Hitler en personne, qui le promeut colonel et lui ordonne de s'opposer au coup d'État en cours. Remer se retourne alors contre les comploteurs, et contribue à l'échec de l'opération Walkyrie. Sa fidélité à Hitler est bien récompensée, et à la fin de la guerre, il a atteint le grade de major-général.
En 1950, Remer participe à la fondation du Sozialistische Reichspartei, parti politique qui rassemble les nostalgiques du nazisme. En mai 1951, lors d'un rassemblement du parti, il décrit les participants du complot du 20 juillet comme des traîtres, à la solde de pays étrangers, et dont les survivants répondraient bientôt de leurs actes devant un tribunal allemand. Le ministre fédéral de l'intérieur Robert Lehr, opposant au nazisme et confident de Carl Friedrich Goerdeler, un des conjurés exécuté, dépose une plainte au pénal contre Remer en juillet 1951. Le substitut du procureur auprès du ministère public de Brunswick, Erich Topf, qui est le magistrat compétent concernant cette plainte, est un ancien membre du parti nazi, ancien Rottenführer dans les SA. Il rejette la plainte, estimant qu'elle n'a aucune chance d'aboutir (« keine Aussicht auf einen sicheren Erfolg »). Le procureur général de Brunswick, Fritz Bauer, intervient alors auprès de Topf, essayant de le convaincre, lui ordonnant de suivre ses instructions - et finalement le fait muter à Lunebourg. Bauer décide ensuite de poursuivre Remer pour diffamation volontaire, et insulte envers la mémoire des défunts.
Anna von Harnack, veuve de Ernst von Harnack, ayant déposé une plainte contre Remer en décembre 1951, Bauer demande à sa famille de faire retirer cette plainte, car le nom de Harnack est plus lié à l'histoire du réseau de résistance communiste Orchestre rouge. Le droit de résistance à l'oppression n'étant en soit pas au cœur du procès qui va suivre, Bauer préfère éviter tout dérivatif.

## Procès
Le procès se tient en mars 1952, attirant fortement l'attention de l'opinion publique ; le juriste Rudolf Wassermann (de) estime qu'il s'agit du « plus important procès politique depuis les procès de Nuremberg et avant les procès de Francfort » (« bedeutendste Prozess mit politischem Hintergrund seit den Nürnberger Kriegsverbrecherprozessen und vor dem Frankfurter Auschwitz-Prozess »). Bauer l'utilise délibérément dans un but politique : « Le régime nazi était l'accusé. Bauer a exigé du tribunal le respect dû aux résistants du 20 juillet, forçant la cour à rejeter le IIIe Reich en tant que « État de non-droit » [Unrechtsstaat (en)] ». Le procès permet également d'invalider les accusations de haute trahison et de violation de serment qui visent précisément les militaires ayant participé au complot du 20 juillet. L'accusation de trahison n'est examinée que concernant les communications entre les résistants du 20 juillet et les pays étrangers concernant l'avancement du coup d'État. La divulgation effective de secrets militaires aux Alliés, tel que l'a fait le Generalmajor Oster, n'est pas explicitement mentionnée dans le jugement ; toutefois, certains termes présents semblent condamner implicitement ces actes. Quatre experts appuient la plainte : deux professeurs de théologie protestante (Walter Künneth (en) et Hans Joachim Iwand (en)), un spécialiste de la théologie morale catholique (Rupert Angermair) et un ancien Generalleutnant de la Wehrmacht (Helmut Friebe). Tous concluent que les conjurés du 20 juillet n'ont pas trahi l'Allemagne, et ont agi au contraire pour son bien.

« La Chambre criminelle est d'avis que l'État national-socialiste n'était pas un État constitutionnel, mais un État d'injustice qui ne servait pas le bien du peuple allemand. Ici, la question de la constitutionnalité de l'État nazi n'a pas besoin d'être discutée. Tout ce que le peuple allemand, à commencer par l'incendie du Reichstag des 30 juin 1934 et 9 novembre 1938, a dû endurer, était une injustice criante, dont l'élimination était nécessaire »

— Arrêt du Landgericht de Brunswick en mars 1952.
Le procès dure une semaine, et conclut à la condamnation de Remer à trois mois d'emprisonnement. Le verdict, qui suit les conclusions des experts sur tous les points essentiels, invalide toute accusation de trahison envers l'Allemagne ou de haute trahison envers les participants du complot du 20 juillet :

« Aucune preuve, pas même l'ombre d'un soupçon, ne peut faire suspecter un seul de ces hommes d'avoir été payé par l'étranger pour leurs actes de résistance [...]. [Au contraire, les conjurés,] constamment inspirés par un patriotisme et un altruisme ardent, [se seraient] intrépidement sacrifiés, poussés par leur sentiment de responsabilité envers leur peuple, afin de supprimer Hitler et par là-même son gouvernement. »

Ce jugement, suivi par un extraordinaire contingent de médias, a veillé à cet effet « qu'un procès d'une semaine découle sur une leçon publique, quasiment un décret, créant les racines qui lient le 20 juillet 1944 aux fondements historiques de la république fédérale ». Le procès a donc incontestablement répercuté le thème du 20 juillet dans la mémoire collective. Dans un sondage d'opinion ayant eu lieu six mois avant le procès, seuls 38 % des personnes interrogées approuvaient les actes du 20 juillet, tandis que 24 % les rejetaient et que 38 % étaient indécises. 9 mois après le procès, un autre sondage relevait que 58 % des personnes interrogées ne considéraient pas les comploteurs comme des traîtres. Seuls 7 % des sondés estimaient le contraire (chez les jeunes de moins de 21 ans, ce taux montait à 16 %).